# Natallja Martsjanka
Natallja Alegavna Martsjanka (Wit-Russisch: Наталля Алегаўна Марчанка) (Retsjytsa, 19 mei 1979) is een Wit-Russisch voormalig professioneel basketbalster die uitkwam voor het nationale team van Wit-Rusland.

## Carrière
Martsjanka begon haar carrière in 1994 bij RUOR Minsk. 1995 stapte ze over naar Horizont Minsk. Met Olimpia werd ze drie keer Landskampioen van Wit-Rusland in 1997, 1998 en 1999. Ook won ze met Horizont de Baltic League in 1999. In 1999 verhuisde ze naar Tsjevakata Vologda in Rusland. In 2000 ging ze spelen voor het universiteit team Fairleigh Dickinson Knights in de NCAA. In 2004 ging ze spelen voor AZS Lublino in Polen. In 2006 verhuisde ze naar Dinamo Novosibirsk in Rusland. In 2008 ging ze spelen voor Lotos Gdynia in Polen. In 2009 verhuisde ze naar CSM Târgoviște in Roemenië. Na een jaar ging ze naar Dinamo Moskou in Rusland. In 2011 stopte ze met basketbal.
Met Wit-Rusland speelde Martsjanka op de Olympische Zomerspelen in 2008. Ook speelde ze op het Europees kampioenschap van 2007 (brons), 2009 en 2011. In 2010 speelde ze op het wereldkampioenschap.

## Sociale activiteiten
Op 18 augustus 2020 ondertekende zij een open brief van vertegenwoordigers van de Belarussische sportindustrie waarin werd geëist dat de resultaten van de presidentsverkiezingen van 2020 ongeldig zouden worden verklaard.

## Erelijst
- Landskampioen Wit-Rusland: 3
  - Winnaar: 1997, 1998, 1999
- Bekerwinnaar Wit-Rusland: 1
  - Winnaar: 1998
  - Runner-up: 1997
- Pools Landskampioenschap: 1
  - Winnaar: 2009
- Poolse Beker:
  - Runner-up: 2009
- Baltic League: 1
  - Winnaar: 1999
- Europees kampioenschap:
  - Brons: 2007